# Hunzahi járás
A Hunzahi járás (oroszul: Хунзахский район) Oroszország egyik járása Dagesztánban. Székhelye Hunzah.

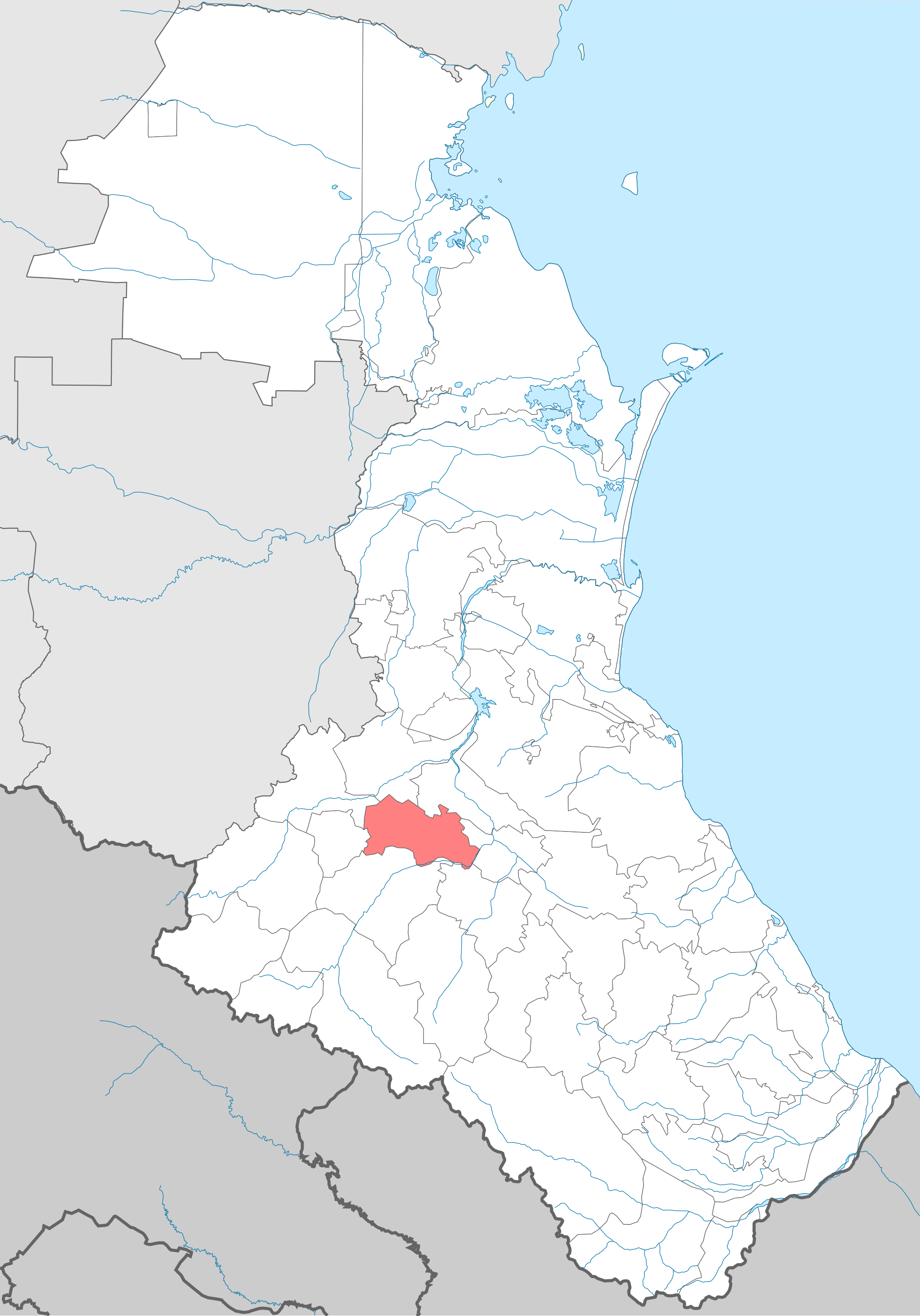
A Hunzahi járás Dagesztánban

## Népesség
- 1989-ben 22 272 lakosa volt, melyből 22 160 avar (99,5%), 32 orosz, 20 kumik, 16 dargin, 9 lezg, 8 nogaj, 6 csecsen, 6 tabaszaran, 5 lak, 1 azeri.
- 2002-ben 30 203 lakosa volt, melyből 29 773 avar (98,6%), 302 orosz, 14 kumik, 8 csecsen, 7 dargin, 7 lezg, 4 lak, 2 azeri, 2 tabaszaran.
- 2010-ben 31 691 lakosa volt, melyből 30 891 avar (97,5%), 258 orosz, 39 kumik, 21 lezg, 18 dargin, 13 csecsen, 11 tabaszaran, 7 lak, 1 agul, 1 azeri, 1 nogaj.